# 阮玘
阮玘（1436年—？），字廷用，江西吉安府安福縣人，明朝政治人物。進士出身。

## 生平
江西鄉試第三十五名。天順八年（1464年）甲申科會試第一百三十三名，殿試登進士第三甲第十五名。

## 家族
曾祖阮仲素。祖父阮憲夫。父亲阮光。